# Deponija (Palilula)
Pour les articles homonymes, voir Deponija.
Deponija (en serbe cyrillique : Депонија) est un quartier non officiel de Belgrade, la capitale de la Serbie. Il est situé dans la municipalité de Palilula.

## Localisation
Deponija est située sous le pont de Pančevo (en serbe : Pančevački most) et s'étend le long de la rue Vuka Vrčevića, à proximité de la rive droite du Danube. Il est bordé par les quartiers de Ada Huja à l'est, Viline Vode à l'ouest et Bogoslovija au nord.

## Histoire
Deponija est actuellement un bidonville, officiellement classé parmi les quartiers insalubres. L'occupation du secteur a commencé au milieu des années 1970. Des dizaines de milliers de mètres cubes d'ordures y ont été déversés dans les dernières décennies.
Le quartier a connu un important afflux d'habitants après l'expulsion des populations non albanaises du Kosovo après la guerre du Kosovo en 1999. Des Roms qui étaient venus se réfugier en Allemagne furent renvoyés en Serbie et quelques-uns d'entre eux s'installèrent dans le secteur. Dès les années 2000 et 2001, le nom de Deponija est apparu pour désigner le quartier ; en serbe, il signifie « la décharge ».
On estime que Deponija est le plus important des 15 quartiers insalubres que compte le territoire de la municipalité de Palilula. En revanche, le nombre d'habitants qui y vivent n'est pas connu exactement ; la population y est estimée entre 900 à 2 000 personnes. Avec Kartonsko naselje, situé à Novi Beograd sous le pont de Gazela, il est un des plus grands bidonvilles de la capitale serbe[réf. nécessaire].

## Présent et avenir
Certaines ONG affirment que le quartier de Deponija connaît les pires conditions sanitaires à Belgrade. En revanche, le cas de Goveđi brod, à Zemun, récemment détruit par les inondations du Danube, est peut-être encore plus critique. En tout cas, le quartier ne dispose d'aucun égout, l'électricité n'y est pas distribuée et seules quelques maisons disposent de l'eau courante[réf. nécessaire].
Les maisons, constituées de boue, de carton et de tôle ondulée, sont construites entre des montagnes de détritus et des mares d'eau stagnante infestées de microbes. La transformation du quartier est rendue plus difficile par le fait que les terrains sur lesquels il est installé relèvent de la propriété privée. Un projet conçu pour 2003 de relogement de la population dans un site temporaire situé à Reva, dans le quartier de Krnjača, n'a pas abouti[réf. nécessaire].